# Nürəddin
Nürəddin oder Nüreddin (auch Nurəddin oder Noradin) ist ein Dorf im Rajon Laçın in Aserbaidschan. Während des Bergkarabachkonflikts wurde es 1993 von der armenischen Armee besetzt und bis zum Krieg um Bergkarabach 2020 von der international nicht anerkannten Republik Arzach als Ort in der Provinz Kaschatach verwaltet. Seit 2020 wird der Ort wieder von Aserbaidschan kontrolliert.
Nürəddin liegt 1962 Meter über dem Meeresspiegel. Im Dorf gibt es Mineralwasserquellen. In der Nähe liegen die Orte Ardicli, Chalagan-Gyuney, Farras, Bozguney und Kalafaliq.